# Cumidava
Cumidava war der antike Name für das Kastell Râșnov, ein römisches Hilfstruppenlager auf dem Gemeindegebiet von Râșnov (Rosenau), Kreis Brașov in der rumänischen Region Siebenbürgen. Gemeinsam mit insgesamt 277 Stätten des Dakischen Limes wurde Cumidava 2024 zum UNESCO-Weltkulturerbe erhoben.

## Lage
Im aktuellen Siedlungsbild befindet sich das Bodendenkmal rund zweieinhalb Kilometer nordwestlich der Gemeinde Râșnov in nicht bebautem, landwirtschaftlich genutzten Gelände. Topographisch liegt es auf einer hochwassergeschützten Niederterrasse östlich des Flüsschens Birsa. Die ehemalige Umwehrung des Lagers ist als Erdwall deutlich im Gelände sichtbar. In antiker Zeit hatte die Kastellbesatzung die Aufgabe, den südlich beginnenden Bran-Pass zu überwachen.

## Archäologische Befunde
Das Kastell war schon Mitte des 19. Jahrhunderts durch Johann Michael Ackner identifiziert worden, systematische archäologische Ausgrabungen in Râșnov fanden aber erst in den Jahren 1939 bis 1943 (unter der Leitung von Mihai Macrea), sowie 1969 bis 1974 (unter der Leitung von Nicolae Gudea und Ioan I. Pop) statt. Dabei konnten eine Holz-Erde-Bauphase und zwei Steinbauphasen differenziert werden. Durch die in den 1940er Jahren publizierte Inschrift aus Râșnov (siehe den Abschnitt „Truppe“) ließ sich das Militärlager dem antiken Ortsnamen Komidava/Cumidava zuordnen, der in der Geographike Hyphegesis des antiken Wissenschaftlers Claudius Ptolemäus genannt wird.

### Holz-Erde-Lager
Das Holz-Erde-Lager besaß einen rechteckigen Grundriss von 110 m × 114 m, was 1,25 Hektar entspricht. Mit seinen Ecken war es in die vier Himmelsrichtungen ausgerichtet. Als Umwehrung diente eine zehn Meter breite und zwei Meter hohe Holz-Erde-Mauer, vor der als Annäherungshindernis ein einfacher Spitzgraben verlief, der an der Nordwest- und Südwestseite 1,50 m breit und 1,00 m tief, und an der Nordost- und Südostseite 3,50 m breit und 2,00 m tief war. Das Kastell wurde nach Überzeugung der Ausgräber bereits in trajanischer Zeit zwischen den Jahren 101 und 106 errichtet. Die Besatzung dieser Zeit ist unbekannt.

### Steinkastell
In späthadrianisch-frühantoninischer Zeit soll nach Überzeugung der Ausgräber das Holz-Erde-Lager durch ein Steinkastell ersetzt worden sein, von dem einzelne Gebäude wiederum zwei verschiedene Bauphasen aufwiesen.

#### Umwehrung

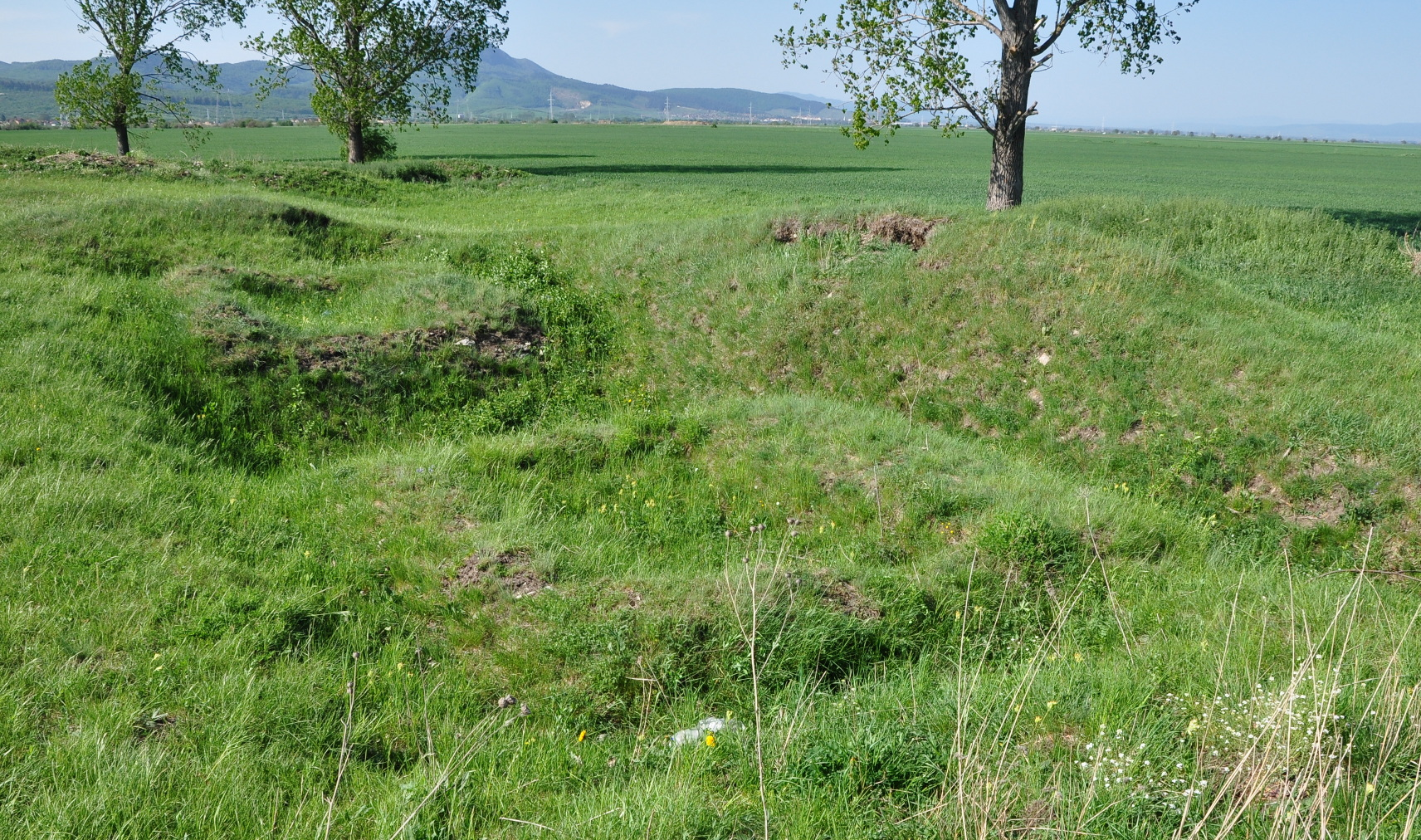
Ruinen der Porta Praetoria (2013)

Das Steinkastell hatte einen rechteckigen Grundriss mit abgerundeten Ecken. Seine Achsen waren 118 m mal 124 m lang, so dass es eine Grundfläche von 1,45 Hektar bedeckte. Seine Ausrichtung folgte der des Vorgängerkastells, wobei sich die Porta Praetoria (Haupt- und Ausfalltor) an der Nordostseite befand. Umwehrt war es von einer Mauer, deren Fundamente 1,70 m und deren Aufgehendes 1,50 m mächtig waren. Ausgeführt war das Mauerwerk in der Technik des Opus incertum. Vor der Mauer verliefen als Annäherungshindernisse unterschiedlich viele Gräben. An der Nordost- und Südostseite waren es drei Verteidigungsgräben, deren innerer 5,00 m breit und 1,75 m tief, deren mittlerer 5,50 m breit und 1,25 m tief und deren äußerer 1,65 m breit und 0,80 m tief war. An der Südwestseite befanden sich zwei Gräben von 3,00 m Breite und 1,25 m Tiefe innen und 2,80 m Breite und 1,00 m Tiefe außen. An der Nordwestseite schließlich konnte nur ein einzelner Graben identifiziert werden, der 3,50 m breit und 1,60 m tief war. An drei Mauerecken konnten trapezförmige Ecktürme (1,50 m / 2,10 m / 2,10 m / 4,00 m) festgestellt werden. Alle vier Tore waren von leicht nach außen vorspringenden Tortürmen mit einem quadratischen Grundriss von 4,50 m Seitenlänge flankiert. Die Toröffnungen waren zwischen 4,00 m und 4,50 m breit.

#### Innenbebauung

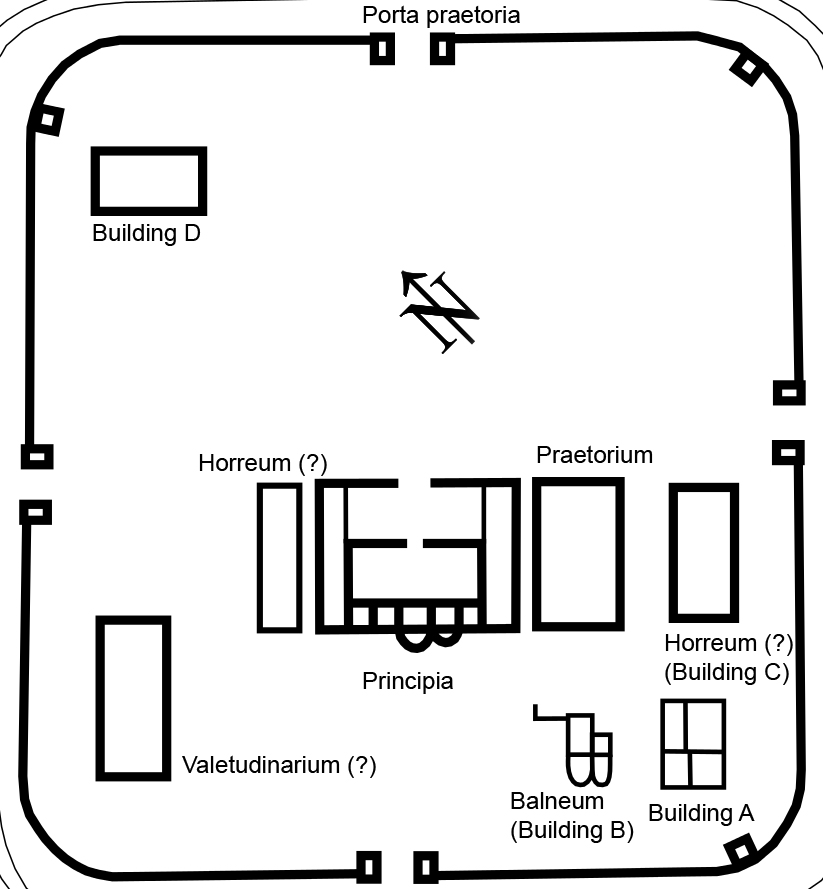
Grundriss und Innenbebauung der Steinbauphase

Cumidava gehört zu den Kastellen Dakiens, bei denen auch das Innere des Lagers einigermaßen gut erforscht ist. Insgesamt wurden die Principia (Stabsgebäude), das Praetorium (Wohnhaus des Kommandanten), zwei mögliche Horrea (Speichergebäude), ein mögliches Valetudinarium (Lazarett), die Kastellthermen und weitere Gebäude nebst ihren Änderungsphasen differenziert werden.
Die Principia nahmen insgesamt 24,50 m mal 21,00 m (= knapp 515 m² = 3,5 % der gesamten Kastellfläche) in Anspruch, wovon 19,50 m mal 8,00 m (156 m²) auf die Basilika und 19,50 m mal 10 m (= 195 m²) auf das Atrium entfielen. Von der Via Principalis (Lagerquerstraße) führte zunächst ein sieben bis acht Meter breites Tor in den Innenhofsbereich, von dem es dann durch einen 2,80 m breiten Durchgang weiter in die Basilika ging. Die rückwärtige Raumflucht bestand zunächst aus drei, nach einer Umbauphase dann aus fünf Räumen, deren mittlerer jeweils das mit einer Apsis versehene Fahnenheiligtum (Aedes oder Sacellum) war. Der Trakt südöstlich des Sacellums war hypokaustiert und der erste Raum darin, unmittelbar neben dem Fahnenheiligtum, wurde in der späteren Bauphase ebenfalls mit einer Apsis ausgestattet. Etwa fünfeinhalb Meter hinter den Principia wurde ein Bauwerk mit einem quadratischen Grundriss von 4,25 m Seitenlänge lokalisiert, das ursprünglich als 1,75 m tiefe Zisterne errichtet worden war. Später wurde die Vertiefung bis auf das umgebende Laufniveau aufgefüllt und ein einen Meter breiter Eingang hinzugefügt.
Das Praetorium befand sich zur Rechten der Principia und maß 24,00 m mal 16,00 m (= 384 m² = 2,6 % der Kastellfläche). Es konnte nur auf der Grundlage seiner Größe und Lage identifiziert werden, eindeutige Befunde über seine innere Struktur liegen nicht vor, da das Gebäude nicht vollständig, sondern nur mit wenigen Sondierungsschnitten untersucht werden konnte. Auch lässt sich daher dieses Gebäude nur mit Vorsicht auf eine Zeit nicht vor 235 datieren.
Das so genannte Gebäude C wurde von Nicolae Gudea als Horreum angesprochen. Es war 20,00 m mal 10,50 m (= 210 m²) groß. Felix Marcu wies bei diesem Gebäude auf einige Unstimmigkeiten bei der Interpretation durch die Ausgräber hin, unter anderem weil die Mauerstärke mit einer Mächtigkeit von 1,20 m, jedoch ohne Fundamente angegeben worden sei, sich dieses Mauerstärke erheblich von den Mauern aller anderen Gebäude unterscheide und weil ein weiteres Gebäude (24,75 m mal 11,80 m (292 m²)) in der Praetentura (vordere Kastellhälfte) des Latus sinistrum (linke Kastellseite) sich ebenfalls als Horreum darstelle.
Ein weiteres Gebäude in der Retentura sinistra (linkes, rückwärtiges Lagerviertel) des Kastells wurde als Valetudinarium interpretiert. Es hatte die Abmessungen von 25,00 × 13,00 m (= 325 m²). Marcu vermisst allerdings auch hier eine sorgfältige Dokumentation durch die Ausgräber, die aus nichts anderem als der 1997er Publikation bestünde, und weist erneut auf einige Widersprüchlichkeiten sowie das Fehlen einer Dokumentation des Gebäudeinneren hin.
Das so genannte Gebäude A befand sich in der Retentura, in unmittelbarer Nähe der südlichen Kastellecke. Es besaß einen rechteckigen Grundriss von 13,80 m mal 10,50 m (= 141,75 m²) und war ursprünglich in zwei, später in vier Räume aufgeteilt. Geziegelte Bodenplatten (bipedalis) und Opus signinum sprechen für das Vorhandensein einer Hypokaustanlage. Seine Funktion ist ungeklärt.
Das wahrscheinliche Kastellbad (so genanntes Gebäude B) befand sich ebenfalls in der Retentura, etwa sieben Meter westlich des Gebäudes A. Das Gebäude verbindet zwei Raumfluchten, deren kürzere 7,55 m und deren längere 10,00 m misst. Die Gesamtbreite beläuft sich auf sieben Meter, so dass sich eine Gesamtfläche von rund 40 m² ergibt. Beide Raumfluchten waren in jeweils zwei Räume geteilt und von diesen insgesamt vier Räumen waren drei mit einer Hypokaustanlage versehen. Der nördlichste Raum weist ein Praefurnium und eine Apsis auf, die möglicherweise der Aufnahme eines Bassins diente, und auch die beiden südöstlichen Räume waren mit Apsiden versehen. Der unbeheizte Raum hatte einen 15 cm dicken Mörtelfußboden.
Das so genannte Gebäude D schließlich besaß einen rechteckigen Grundriss von 7,80 m mal 10,30 m (= gut 80 m²). Seine Funktion ist ungeklärt. Wieder wurde die Mauerbreite mit 1,20 m und ohne Fundamente angegeben. Auch liegt keine Dokumentation der Innenräume vor.

#### Truppe
Es liegt nur eine einzige Inschrift aus Cumidava vor, die sich auf die dort stationierte Truppe bezieht. Die Lesung der Weihinschrift nach Clauss/Slaby lautet:
Übersetzung: „Der Augusta Iulia Mamaea, Mutter unseres allerheiligsten Herren, des Imperator Caesar Augustus (= des Kaisers) Severus Alexander, und (Mutter) der Heerlager sowie des Senates, (hat) die Kohorte der Vindeliker, die fromme und treue aus Cumidava, (genannt) die Alexandrinische, aus ihrem (eigenen) Verdienst (dieses Denkmal errichtet), wobei es Iasidius Domitianus, kaiserlicher Statthalter in den drei dakischen Provinzen, geweiht hat.“
Die Inschrift ist der Mutter des Kaisers Severus Alexander geweiht, stammt also aus dessen Regierungszeit (222–235). Geweiht wurde das Denkmal, zu dem der Stein gehörte, durch eine Cohors Vindelicorum pia fidelis Cumidavensis Alexandrianae (Kohorte der Vindeliker, mit den Beinamen die Loyale und Treue, aus Cumidava, (genannt) die Alexandrianische), die zu dieser Zeit demnach ihren Dienst in Cumidava verrichtete. Den Beinamen „Alexandriana“ hatte die Einheit ebenfalls zu Ehren des gerade regierenden Kaisers angenommen. Mihai Macrea las die nicht mehr sauber erkennbare Truppenbezeichnung in der Inschrift 1944 noch als Cohors VI Nova Cumidavensium Alexandrianae („Neue 6. Kohorte aus Cumidava, genannt die Alexandrinische“), János Szilágyi brachte 1946 demgegenüber eine Lesung als Cohors VI Noricorum („6. Kohorte der Noriker“) in die Diskussion ein. Die neue Lesung wurde 1974 durch Ion I. Russu vorgeschlagen, der sich dafür auf einen bereits 1943 vorgebrachten Ergänzungsvorschlag von Andreas Alföldi stützte. Gudea und Pop vermuteten, es habe sich bei der Kohorte um eine Truppe aus Einheimischen gehandelt, die während einer Visite des Kaisers Caracalla in Dakien aufgestellt worden war. Felix Marcu wies jedoch 2009 darauf hin, dass es wahrscheinlicher sei, dass es sich bei der Garnison aus Cumidava um eine der in Dakien dislozierten Vindelikerkohorten gehandelt habe.

### Vicus
In der näheren Umgebung des Kastells gab es verschiedene Fundstellen mit römischer Keramik, Münzen und anderen Kleinfunden, die auf den Auxiliarvicus weisen. Der Vicus ist eine zivile Siedlung, die bei nahezu jedem römischen Militärlager anzutreffen ist und in der sich die Wohnquartiere der Angehörigen von Soldaten, der Veteranen, Handwerker, Händler, Schankwirte, Prostituierten und anderer Dienstleister befanden. Der Vicus von Cumidava wurde bislang noch nicht näher untersucht.

### Numeruskastell
Erst in der jüngeren Zeit wurde unmittelbar an der östlichen Ecke des Kohortenkastells ein 50 m mal 73 m (0,365 Hektar) messendes, zweitoriges Holz-Erde-Lager, ein Numeruskastell entdeckt. Das Kastell datiert auf die trajanische Zeit und wurde vermutlich auch nicht lange darüber hinaus genutzt. Analogien gibt es zu dieser Kombination aus Kohorten- und Numeruskastellen südlich von Cumidava, am Limes Transalutanus, so mit den Kastellen von Câmpulung Muscel, Săpata de Jos, Urlueni und Băneasa.

### Kritik
In seiner Dissertation von 2009 übt Felix Marcu Kritik an der archäologischen Sorgfalt, mit der die Ausgräber in ihrer Dokumentation vorgegangen seien. Auch stellt er deren Interpretationen teilweise und die Datierungen gänzlich in Frage.

## Fundverbleib und Denkmalschutz
Die Ausgrabungsfunde wurden dem Muzeul Judetean Brasov (Kreismuseum Brasov), dem heutigen Muzeul Județean de Istorie Brașov (Historisches Museum Brasov) in Brasov überlassen.
Die gesamten archäologischen Stätten und im Speziellen das Kastell stehen nach dem 2001 verabschiedeten Gesetz Nr. 422/2001 als historische Denkmäler unter Schutz und sind mit dem LMI-Code BV-I-s-A-11283 in der nationalen Liste der historischen Monumente (Lista Monumentelor Istorice) eingetragen. Zuständig ist das Ministerium für Kultur und nationales Erbe (Ministerul Culturii şi Patrimoniului Naţional), insbesondere das Generaldirektorat für nationales Kulturerbe, die Abteilung für bildende Kunst sowie die Nationale Kommission für historische Denkmäler sowie weitere, dem Ministerium untergeordnete Institutionen. Ungenehmigte Ausgrabungen sowie die Ausfuhr von antiken Gegenständen sind in Rumänien verboten.